# COMATCH
COMATCH ist ein Online-Marktplatz mit dem Ziel, Unternehmen mit Unternehmensberatern und Branchenexperten für projektbasierte Arbeit zusammenzubringen.
COMATCH hat seinen Sitz in Berlin und ist neben der DACH-Region in der Benelux, in Skandinavien, Frankreich, Großbritannien, den Vereinigten Arabischen Emiraten und den USA tätig.

## Arbeitsweise
Die Registrierung und die Projektausschreibung sind für Berater, die zuvor von Comatch überprüft wurden, und der anderen Kundenseite kostenlos, eine Gebühr von über 20 % des Tagessatzes fällt erst nach erfolgreichem Matching für den Kunden an. Das Matching erfolgt durch die Kombination eines unternehmenseigenen Algorithmus bzw. eines persönlichen Checks, bei dem sie eigener Aussage nach potenziell geeignete Berater mit den Anforderungen des Projekts abgleichen.
Neben den Consultants auf der einen Seite reicht die Kundenpalette von COMATCH von Startups und kleinen Unternehmen bis zu Aktiengesellschaften wie Zalando, Clariant und buw Consulting.

## Auszeichnungen
Im Juni 2015 wurde COMATCH in der Wirtschaftswoche als „Startup der Woche“ vorgestellt. Laut dem österreichischen Arbeitgeber-Bewertungsportal Kununu gehörte COMATCH im Jahr 2017 zu den Top 100 mittelständischen Unternehmen im deutschen Dienstleistungssektor.